# Municipio de Lone Tree (condado de Tripp)
El municipio de Lone Tree (en inglés: Lone Tree Township) es un municipio ubicado en el condado de Tripp en el estado estadounidense de Dakota del Sur. En el año 2010 tenía una población de 14 habitantes y una densidad poblacional de 0,15 personas por km².

## Geografía
El municipio de Lone Tree se encuentra ubicado en las coordenadas 43°32′10″N 100°1′52″O / 43.53611, -100.03111. Según la Oficina del Censo de los Estados Unidos, el municipio tiene una superficie total de 92.51 km², de la cual 92,49 km² corresponden a tierra firme y (0,03 %) 0,03 km² es agua.

## Demografía
Según el censo de 2010, había 14 personas residiendo en el municipio de Lone Tree. La densidad de población era de 0,15 hab./km². De los 14 habitantes, el municipio de Lone Tree estaba compuesto por el 92,86 % blancos, el 7,14 % eran amerindios. Del total de la población el 0 % eran hispanos o latinos de cualquier raza.